# 坂元ひろ子
坂元 ひろ子（さかもと ひろこ、1950年 - 2023年10月30日）は、日本の中国哲学者。専攻は近現代中国思想文化史。一橋大学名誉教授。日本現代中国学会理事長、中国社会文化学会会長などをつとめた。

## 経歴
1950年、大阪府で生まれた。1969年、大阪府立北野高等学校を卒業。1970年に一橋大学経済学部に入学するが、1972年に社会学部へ転部。1976年に卒業した。在学中の1974年から1978年、『禅学大辞典』編纂所に勤務し、同書刊行後に東京大学大学院人文科学研究科修士課程に進学して中国哲学を専攻。在学中の1981年から1983年、北京大学哲学系に中華人民共和国政府奨学金留学生として留学。1986年に博士課程を退学。
1988年、山口大学教養部助教授となった。1993年、東京都立大学助教授に転じた。1998年、一橋大学社会学部助教授となり、2000年に同大学社会学研究科教授に昇格。学界では、2003年より日本現代中国学会理事長を務めた。中国社会文化学会会長も務めた。2014年に一橋大学を定年退職し、同大学名誉教授となった。その後は特任教授として教鞭をとった。
2023年に死去。

## 研究内容・業績
専門は中国近現代思想史。
坂元ひろ子文庫
2024年、清華大学に「坂元弘子文庫」が開設され、一橋大学と記念行事が行われたた。

## 著作
著書
- 『中国民族主義の神話：人種・身体・ジェンダー』岩波書店 2004
- 『連鎖する中国近代の"知"』研文出版 2009
  - 中国語版『中國近代思想的”連鎖”：以章太炎為中心』郭馳洋訳、上海人民出版社[9]
- 『中国近代の思想文化史』岩波新書 2016

共編
- 『新編原典中国近代思想史』(全4巻)野村浩一・近藤邦康・並木頼寿・砂山幸雄・村田雄二郎共編、岩波書店 2010
- 『モダンガールと植民地的近代 東アジアにおける帝国・資本・ジェンダー』伊藤るり・タニ・E・バーロウ（英語版）共編、岩波書店 2010

翻訳
- 『毛沢東『人民内部の矛盾を正しく処理する問題について』入門』同書編写組編、長崎出版(現代中国社会思想研究叢書) 1976
- 『毛沢東『実践論』入門』本書著作グループ編、長崎出版(現代中国社会思想研究叢書) 1977
- 『仁学 清末の社会変革論』譚嗣同著、西順蔵共訳注、岩波文庫 1989
- 『中国の文化心理構造 現代中国を解く鍵』李沢厚著、砂山幸雄, 佐藤豊共訳、平凡社 1989

論文
- Cinii